# Freddy (Album)
Freddy ist das erste Musikalbum des österreichischen Schlagersängers Freddy Quinn, das 1958 im Musiklabel Polydor erschien. Die besten Chartplatzierungen errangen Heimatlos (1956) und Rosalie (1957), jeweils mit dem zweiten Platz in den deutschen Charts. Drei Titel waren Coverversionen.

## Titelliste
Das Album beinhaltet folgende acht Titel:
- Seite 1

1. Heimatlos (geschrieben von Lotar Olias und Peter Moesser)
2. Einmal in Tampico (geschrieben von Lotar Olias und Peter Moesser)
3. Heimweh (geschrieben von Ralf Arnie (Pseudonym: Dieter Rasch), Ernst Bader, Richard Dehr und Terry Gilkyson). Die Originalversion dieses Liedes – Memories Are Made of This – stammt von Mindy Carson, Ray Conniff’s Orchestra und The Columbians (1955)[2]
4. Sie hieß Mary-Ann (geschrieben von Merle Travis und Peter Moesser). Die Originalversion dieses Liedes – Sixteen Tons – stammt von Merle Travis (1947)[3]

- Seite 2

1. Wer das vergisst (geschrieben von Lotar Olias und Peter Moesser)
2. Ein armer Mulero (geschrieben von Lotar Olias und Peter Moesser)
3. Rosalie (geschrieben von Günter Lex und Hans Henderlein)
4. Bel Sante (geschrieben von Charlotte Chail und Mack Discant). Die Originalversion dieses Liedes stammt von Mitch Miller & his Orchestra and Chorus (1955)[4]

## Singles
| Jahr | Titel                                | Höchstplatzierung, Gesamtwochen/‑monate, AuszeichnungChartplatzierungen (Jahr, Titel, , Platzierungen, Wochen/Monate, Auszeichnungen, Anmerkungen) | Höchstplatzierung, Gesamtwochen/‑monate, AuszeichnungChartplatzierungen (Jahr, Titel, , Platzierungen, Wochen/Monate, Auszeichnungen, Anmerkungen) | Höchstplatzierung, Gesamtwochen/‑monate, AuszeichnungChartplatzierungen (Jahr, Titel, , Platzierungen, Wochen/Monate, Auszeichnungen, Anmerkungen) | Anmerkungen                                                                                             |
| Jahr | Titel                                | DE | AT | CH | Anmerkungen                                                                                             |
| ---- | ------------------------------------ | --- | --- | --- | --- |
| 1956 | Sie hieß Mary-Ann                    | — | — | — | Erstveröffentlichung: März 1956 Original: Merle Travis – Sixteen Tons                                   |
| 1956 | Heimweh (Dort, wo die Blumen blüh’n) | DE1 ×2Doppelplatin · (13 Mt.)DE | — | — | Erstveröffentlichung: Juni 1956 Verkäufe: + 8.000.000 Original: Dean Martin – Memories Are Made of This |
| 1956 | Rosalie                              | DE2 (2 Mt.)DE | — | — | Erstveröffentlichung: Juni 1956                                                                         |
| 1956 | Bel Sante                            | DE10 (6 Mt.)DE | — | — | Erstveröffentlichung: Oktober 1956 Original: Mitch Miller, His Orchestra & Chorus                       |
| 1957 | Wer das vergißt                      | DE7 (4 Mt.)DE | — | — | Erstveröffentlichung: Februar 1957                                                                      |
| 1957 | Heimatlos                            | DE2 Platin · (8 Mt.)DE | — | — | Erstveröffentlichung: Februar 1957 Verkäufe: + 1.000.000                                                |
| 1957 | Einmal in Tampico                    | DE5 (5 Mt.)DE | — | — | Erstveröffentlichung: Juli 1957                                                                         |
| 1957 | Ein armer Mulero                     | DE25 (2 Mt.)DE | — | — | Erstveröffentlichung: November 1957                                                                     |

grau schraffiert: keine Chartdaten aus diesem Jahr verfügbar